# Josef Messner (Bildhauer)

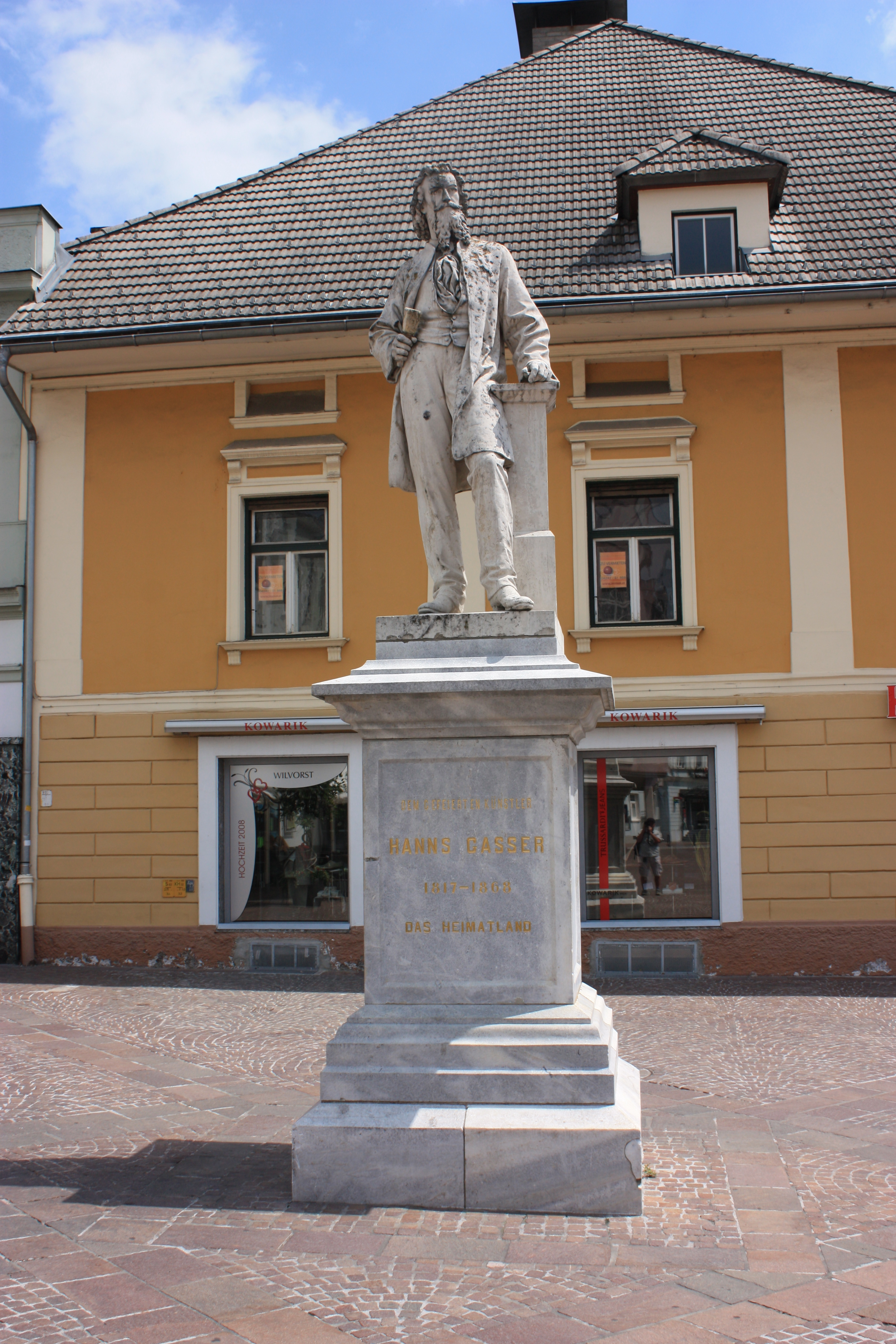
Hanns-Gasser-Denkmal in Villach

Josef Messner (* 9. Februar 1837 in Oberdorf bei St. Peter, Gemeinde Rennweg am Katschberg; † 7. November 1886 ebenda) war ein österreichischer Bildhauer und Maler.

## Leben
Messner wurde als Sohn eines Bindermeisters geboren. Er erlernte das Uhrmacherhandwerk in Tamsweg und in Gmünd. 1857 eröffnete er eine Reparaturwerkstätte in Rennweg am Katschberg. Nebenbei machte er auch Porträtmalereien und Holzschnitzarbeiten. Aus dieser Zeit stammen auch einige Kirchenbilder und Holzschnitzereien.
1861 ging er nach München, wo er zuerst die Kunstvereinsschule besuchte und dann bis 1867 an der Königlichen Kunstakademie bei Joseph Schlotthauer, Wilhelm von Kaulbach und Moritz von Schwind studierte. Messner war Mitglied des Münchner Vereins für Christliche Kunst.
Nach einem kurzen Aufenthalt in Kärnten arbeitete er im Atelier Schwanthalers mit. Dort schuf er 1869/70 das Standbild Hanns Gassers, das heute in Villach steht. Gefördert von Villacher Kunstfreunden und dem Kärntner Landtag konnte er 1872 eine Studienreise nach Florenz und Rom absolvieren, wo er acht Jahre blieb.

## Werke
In Kärnten schuf er zahlreiche Grabdenkmäler, wie das der Familie Ghon in Villach-Perau und das der Familie Feldner in Radlach.
Weiters schuf er Porträts und bauplastische Arbeiten, vor allem für das Wiener Parlament.
- Hans Gasser Denkmal, 1871.
- Moritz von Schwind Büste, 1871
- Venus mit dem schmollenden Amor
- Die lauschende Nymphe
- Carinthia
- Münichshofer Büste in Hüttenberg (Gemeinde Hüttenberg, Kärnten), 1876
- Kreuzabnahme, Altarbild in der Geteilten Kirche bei Gmünd
- Entwurf der Figuren am Gnomenbrunnen in Althofen